# To (langue)
Pour les articles homonymes, voir To.
Le to est une langue mbum non catégorisée, utilisée en République centrafricaine et au nord du Cameroun, dans le département du Mayo-Rey et l'arrondissement de Touboro, par les Gbaya lors d'anciens rites d'initiation masculins secrets.
On ne connaît pas de locuteurs en première langue (L1).